# Апити, Суру-Миган
Марселен Жозеф Суру-Миган Апити (фр. Marcellin Joseph Sourou-Migan Apithy; 8 апреля 1913, Порто-Ново, Французская Дагомея — 3 декабря 1989, Париж, Франция) — дагомейский государственный деятель, президент Дагомеи (1964—1965).

## Биография
Его родители принадлежали к народности гунн. Начальный курс обучения прошел в миссионерской католической школе в Порто-Ново. Среднее образование получил в Бордо, затем учится в Париже — в Свободной школе политических наук, Национальной школа экономической и социальной организации, Центре повышения квалификации при Управлении делами Торговой палаты Парижа. Служил в различных французских бухгалтерских фирмах.
С началом Второй мировой войны был призван во французскую армию (офицер артиллерии), но в июне 1940 г. в связи с поражением Франции демобилизовался. В сентябре 1945 г. вернулся в Дагомею и активно включился в общественно-политическую жизнь. На октябрьских выборах 1945 г. одержал победу в Учредительное Собрание Четвёртой Республики. В июне 1946 г. его избрали во второе Учредительное собрание, в ноябре — в Национальное собрание Франции, в декабре — в Генеральный совет Дагомеи (законосовещательный орган колонии), который он возглавил, в ноябре 1947 г. — в Большой совет Французской Западной Африки. Он фактически возглавил самую влиятельную политическую партию Дагомеи — созданный в 1946 г. на базе «избирательных комитетов» Дагомейский прогрессивный союз (ДПС). В октябре 1946 г. он занял пост одного из вице-председателей только что возникшей межтерриториальной партии Французской Западной Африки — Африканского демократического объединения (АДО).
Вступив в АДО, связанное с Французской компартией, Апити уже в 1948 г. выходит из него под давлением католической церкви. Это и другие непоследовательные шаги политика привели к потере им политического влияния.
Перед июньскими выборами 1951 г. во французский парламент руководство ДПС отказалось поставить его первым номером в партийном списке. Тогда он выдвинул собственный список и победил, сумев привлечь на свою сторону как массового избирателя, так и традиционную элиту своего родного региона — Юго-Восточной Дагомеи. Сразу после выборов он основал Дагомейскую республиканскую партию (ДРП). В марте 1952 г. на выборах в Территориальную ассамблею (новое название Генерального совета) ДРП получила относительное большинство мандатов и вступила в коа- лицию с занявшим второе место ЭОСД, благодаря чему политик смог сохранить пост председателя Ассамблеи. На выборах в Ассамблею Французского союза в ноябре 1953 г. эти две партии выдвинули единый список и одержали победу.
В январе 1956 г. он вновь избирается во французский парламент. После раскола парламентской коалиции в апреле 1956 г. он не сумел сохранить должность председателя Территориальной ассамблеи. Однако уже в следующем году, когда его партия получила абсолютное большинство он вернулся на этот пост. После создания в Правительственного совета — нового высшего органа исполнительной власти колонии — он назначается его вице-председателем. В ходе проведения осенью 1958 г. референдума о новой конституции Французского сообщества он выступил против идеи независимости Дагомеи и поддержал идею сохранения тесных связей с Францией при максимальном расширении политической автономии. В декабре того же года он стал первым премьер-министром Дагомеи в составе Французского сообщества.
Падение его популярности вынудили политика пойти на фальсификацию выборов начале 1959 г., однако после массовых демонстраций он был вынужден передать часть мандатов оппозиции, потеряв абсолютное большинство в законодательном органе. Сформированное им «правительство национального единства» оказалось недолговечным и в мае того же когда ушло в отставку. В новом кабинете он получил малозначительный пост министра без портфеля и вскоре был лишен и этой должности из-за его стремления вернуться к власти.
В марте 1960 г. ДРП и Дагомейская прогрессивная партия Эмиля Дерлена Зинсу объединились в Партию националистов Дагомеи (ПНД). После провозглашения независимости Дагомеи президент Мага назнасил его сначала на пост заместителя премьер-министра, а потом и вице-президентом Республики Дагомея. Оба лидера договорились о создании правящей партии — Дагомейской партии единства, членство в которой стало обязательным для функционеров высокого уровня. Однако вскоре отношения с главой государства ухудшились и в он был отправлен послом во Францию (1962—1963).
После свержения президента Мага в 1963 г. полковник Кристоф Согло назначил Апити министром финансов, экономических дел и планирования. В декабре совместно с Ахомадегбе он создал Дагомейскую демократическую партию (ДДП). На январских выборах 1964 г. был избран президентом страны, а ДДП завоевала все места в парламенте. Однако этот союз стал непрочным, Апити сделал ставку на сотрудничество с Советским Союзом и признал КНР, разорвав дипломатические отношения с Тайванем. Это вызвало недовольство вице-президента и военных. На фоне кризиса в экономике, волнений на севере страны и решения о снижении на 25 % зарплат государственных служащих правящий режим начал репрессий против сторонников оппозиции. В конце ноября 1965 г. исполнительный комитет правящей партии исключил главу государства из своих рядов и потребовал его отставки. Затем специально созванная «Народная ассамблея» в составе членов парламента, лидеров ДДП и активистов общественных организаций лишила Апити президентских полномочий и передало их Ахомадегбе. Но через два дня генерал Согло добился отставки уже обоих политиков.
Эмигрировал во Францию, где продолжил политическую деятельность. Вместе со своим бывшим противником Мага он развернул кампанию за бойкот президентских выборов 5 мая 1968 г. После очередного военного переворота в декабре 1969 г. возвратился в Дагомею и выставил свою кандидатуру на президентских выборах в марте 1970 г. После их отмены вошел в Президентский совет в составе: Апити, Мага и Ахомадегбе. После военного переворота во главе с майором Матьё Кереку в октябре 1972 г. был арестован военными властями и провел в заключении восемь с половиной лет. После своего освобождения в апреле 1981 г. вновь эмигрировал во Францию, где провел последние годы жизни, работая над мемуарами.